# Klaus Schwab

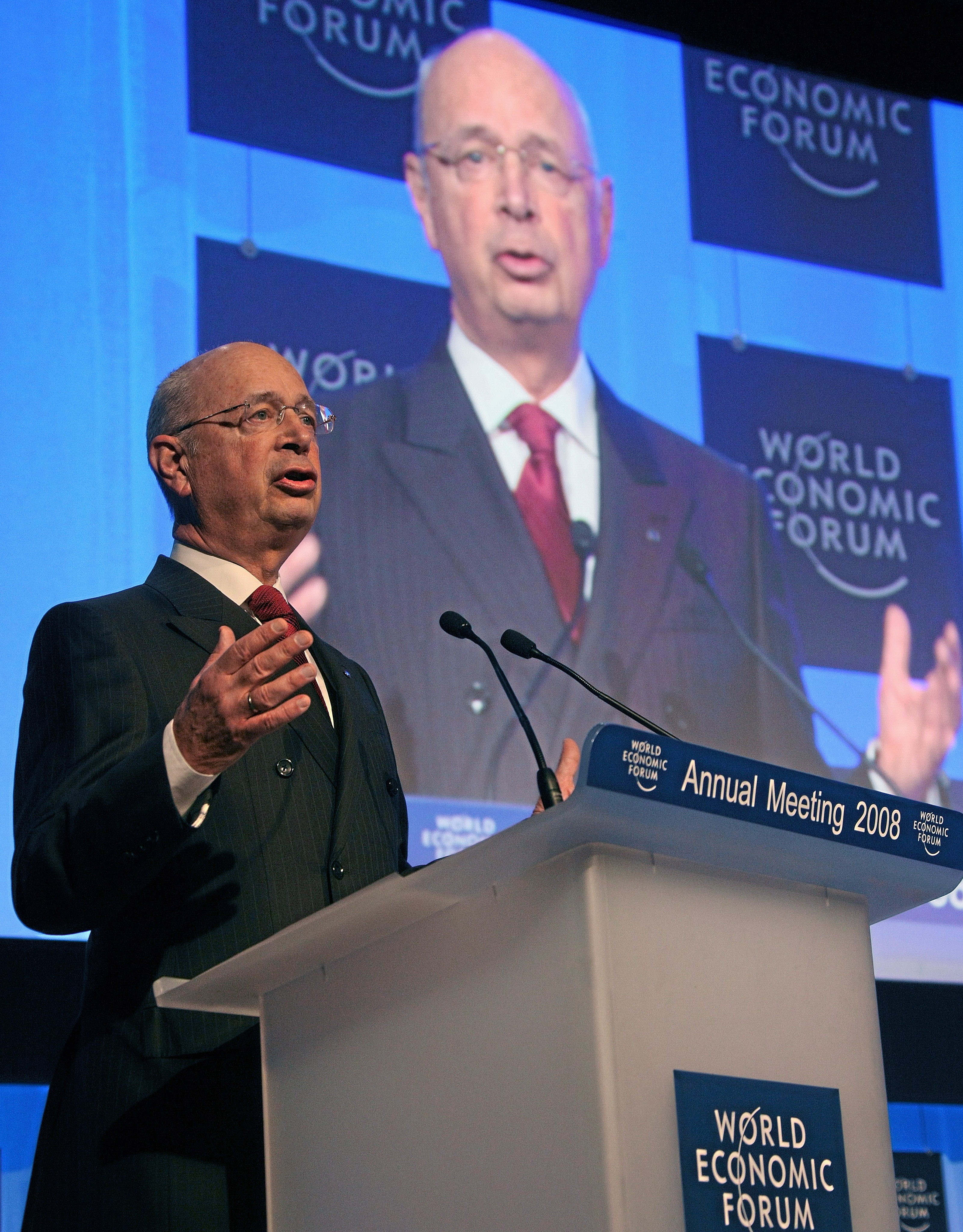
Klaus Schwab phát biểu tại Hội nghị thường niên Diễn đàn kinh tế thế giới 2008.

Klaus Martin Schwab (sinh ngày 30 tháng 3 năm 1938) là một kỹ sư và nhà kinh tế người Đức, nổi tiếng là người sáng lập và chủ tịch điều hành của Diễn đàn Kinh tế Thế giới. Vợ ông, Hilde, đồng sáng lập Quỹ Schwab cho doanh nhân xã hội với ông. Ông sinh năm 1938, tại Ravensburg, Đức.

## Thành lập diễn đàn
Năm 1971, Schwab thành lập Diễn đàn quản lý châu Âu, năm 1987 trở thành Diễn đàn kinh tế thế giới, là một tổ chức phi lợi nhuận cam kết cải thiện tình trạng của thế giới. Ông thành lập Diễn đàn vào năm 1971, cùng năm mà ông đã xuất bản Moderne U INTERNehmensführung im Maschinenbau (Quản lý doanh nghiệp hiện đại trong Kỹ thuật cơ khí). Trong cuốn sách đó, ông lập luận rằng việc quản lý một doanh nghiệp hiện đại phải phục vụ không chỉ các cổ đông mà tất cả các bên liên quan (die Interessenten), để đạt được sự phát triển và thịnh vượng lâu dài. Schwab đã thực hiện ý tưởng nhiều bên liên quan kể từ khi thành lập Diễn đàn. Năm 2015, Diễn đàn được Chính phủ Thụy Sĩ chính thức công nhận là tổ chức quốc tế về hợp tác công tư. Dưới sự lãnh đạo của Schwab, Diễn đàn đã trở thành động lực cho các nỗ lực hòa giải ở các khu vực khác nhau trên thế giới, đóng vai trò là chất xúc tác cho nhiều hợp tác và sáng kiến quốc tế.
Năm 1998, Schwab và vợ thành lập Quỹ Schwab cho doanh nhân xã hội, một tổ chức phi lợi nhuận có trụ sở tại Geneva, Thụy Sĩ.
Năm 2004, Schwab đã tạo ra một nền tảng mới bằng cách sử dụng số tiền thưởng 1 triệu đô la Mỹ từ Giải thưởng Dan David mà ông nhận được năm đó từ Israel. Diễn đàn của các nhà lãnh đạo trẻ toàn cầu  nhằm tập hợp hơn 500 người dưới 40 tuổi từ mọi tầng lớp đã thể hiện cam kết của họ để cải thiện tình trạng của thế giới và khuyến khích họ cùng nhau làm việc năm để xác định và nhận ra sự thay đổi ủng hộ xã hội và tư bản toàn cầu.
Năm 2011, anh thành lập Cộng đồng Shapers Toàn cầu, một mạng lưới cộng đồng địa phương toàn cầu, hay "trung tâm", của những người trẻ tuổi từ 20 đến 30, những người đặc biệt về tiềm năng, thành tích và nỗ lực đóng góp cho cộng đồng của họ. Tính đến  ngày 26 tháng 6 năm 2016, có 459 Hub với hơn 6.216 Shapers. 

## Giáo dục
Schwab có bằng tiến sĩ kinh tế (summa cum laude) từ Đại học Fribourg, bằng tiến sĩ Kỹ thuật từ ETH Zurich (Viện Công nghệ Liên bang Thụy Sĩ) và Thạc sĩ Quản trị Công tại Trường Chính phủ John F. Kennedy tại Đại học Harvard. Ngoài ra, ông đã nhận được hơn một tá tiến sĩ danh dự, và là giáo sư danh dự của Đại học Ben-Gurion của Israel  và Đại học Ngoại giao Trung Quốc.

## Chuyên môn
Schwab là giáo sư chính sách kinh doanh tại Đại học Geneva từ năm 1972 đến 2002. Từ năm 1979, ông đã xuất bản Báo cáo năng lực cạnh tranh toàn cầu, một báo cáo thường niên đánh giá tiềm năng tăng năng suất và tăng trưởng kinh tế của các nước trên thế giới, được viết bởi một nhóm các nhà kinh tế. Báo cáo dựa trên một phương pháp do Schwab phát triển, đo lường khả năng cạnh tranh không chỉ về năng suất mà còn dựa trên các tiêu chí bền vững.
Ông là tác giả của một số cuốn sách, bao gồm Cuộc cách mạng công nghiệp lần thứ tư (2016)  và Định hình cuộc cách mạng công nghiệp lần thứ tư (2018) 

## Các hoạt động khác
Từ năm 1993-1995, Schwab là thành viên của Hội đồng tư vấn cấp cao của Liên Hợp Quốc về phát triển bền vững. Từ 1996-1998, ông là Phó Chủ tịch Ủy ban Kế hoạch Phát triển Liên Hợp Quốc. Ông cũng thực hiện một số chức năng vì lợi ích công cộng toàn cầu, chẳng hạn như là thành viên của Trung tâm Hòa bình Peres  và là thành viên của hội đồng Lucerne Festival. Trong những năm đầu của sự nghiệp, ông đã tham gia một số hội đồng quản trị của công ty, như Nhóm Swatch, Tập đoàn Daily Mail và Vontobel Holding. Ông là cựu thành viên của ban chỉ đạo của Tập đoàn Bilderberg.